# 九年一貫課程
九年一貫課程為台灣教育改革主要政策之一，亦為該改革中最重要一環。以中華民國教育部為主導機關的該教育改革政策，乃指將臺灣境內國民小學與國民中學兩學校層級課程中的科目與內容，以教科書為主軸來做九年一貫的銜接，其目的在於學生能獲得連續且統合的學習與知識。
九年一貫課程包含「人與自己」、「人與社會」、「人與自然」三個面向，整合所有國語、鄉土語言、英語、數學、社會、自然與生活科技、藝術與人文、健康與體育、綜合活動等學習領域，並依學生能力為指標，成為教育目標的依據。另外於實務上，加強學校彈性時間並強調教學企劃等。
九年一貫課程於2001年9月試行，2004年9月全面實施。此外，教育部積極推動的課程也會受到政治的影響，例如：教育部在2009年即開始大力推行游泳教學，並在2011年大力推行書法教育。

## 修訂背景與目標
21世紀前後，世界各國之教育方向都是以提升國家優勢為主，為此為主軸，台灣政府根據1990年代修憲共識，擬定教育改革行動方案，確定國民教育階段課程與教學革新，以學校教育、教師專業活動為核心週期，訂定以九年為區間的一貫課程，謂之九年一貫課程。
以需求及目標言，均可分成政治、經濟、文化及科技為四構面（PEST）。

### 國家政治發展需求
21世紀後，全球化發展情勢更加劇烈，國際普羅標準為教育規範的社會及學校教育方向已成為主流。台灣教育朝野均認為臺灣教育的國際化未臻理想，例如：環保、能源、語文等等國際觀均未納入課程。為此，只有須積極進行教育改革，才能藉此激發個人潛能、提高國家於國際的競爭力。
再論及細節，於本土與國際意識方面，九年一貫新課程，新增本土意識、愛國意識及文化世界觀、環保世界觀。之後，更希望藉此主軸讓該意識融入終身學習方面；如主動探究國際觀，並深植於資訊與語言之運用上。在課程目標上，則落實於尊重多元文化價值、培養科學知能、適應現代生活需要。最終目標則是希以九年周期時間促成學生文化學習與國際瞭解及分析能力。
台灣的九年一貫教育制度是教育改革的重要里程碑，其設計不僅反映了社會文化的需求，也深受國家政治發展的需求影響。作為一個民主社會，台灣的教育政策在設計和實施時，需充分考量國家政治發展的需求，從而培養能夠支持並促進民主政治發展的公民。
首先，九年一貫教育肩負著培養民主社會公民素養的責任。隨著台灣政治民主化的進程，公民的政治參與度和社會責任感成為國家發展的重要基石。教育制度通過公民與社會教育（如社會科、公民與道德教育等），旨在讓學生理解並認同民主價值，如自由、平等、人權、法治等。學生在課堂中學習選舉、參與公共事務以及理解國家制度運作的知識，為將來成為負責任的公民打下基礎。這不僅是對政治體制的支持，更是維護民主制度長期穩定的關鍵。
其次，九年一貫教育強調對多元文化和族群平等的尊重，以回應台灣複雜的族群結構和多元文化社會的需求。台灣社會包含了不同的族群與文化背景，如原住民族群、閩南人、客家人以及新住民等。教育制度中對這些多元文化的尊重與包容，不僅促進了社會和諧，也符合台灣政治發展中對族群平等和社會包容的要求。通過教育，學生可以理解族群多樣性的意義，學會尊重他人，進而支持一個多元且包容的民主社會。
此外，九年一貫教育還重視對學生法治觀念的培養。法治是民主政治的基石，台灣在轉型正義與法治建設上的努力，需要新一代公民的認同與支持。教育課程中對法律知識的教授，以及對社會規範的理解，幫助學生樹立守法意識與法律思維，理解個人行為與社會規範之間的關係。這樣的教育旨在塑造一個守法、尊重他人權利且具有責任感的公民群體，從而鞏固台灣的法治社會。
同時，九年一貫教育也回應了國家在國際政治中的發展需求。隨著台灣在國際社會中的地位與挑戰變化，教育需培養學生的國際視野與外交素養。語言教育、跨文化溝通能力的培養，以及對國際事務的基本了解，都是九年一貫教育中不可或缺的部分。這樣的教育不僅有助於培養未來的外交人才，也能讓學生更好地理解台灣在國際社會中的角色，增強國家在國際舞台上的競爭力。
最後，九年一貫教育還必須適應國家長期發展的需求，特別是在政治穩定和社會持續進步的背景下。教育的內容和形式需要與時俱進，反映當前政治環境的變化。例如，隨著台灣社會面臨的內外挑戰日益複雜，教育政策也需要更加靈活，培養學生的批判思考能力和問題解決能力，以應對未來的挑戰。
總結而言，台灣的九年一貫教育制度在設計和實施過程中，充分考慮了國家政治發展的需求。這包括培養學生的民主素養、法治觀念、尊重多元文化、具備國際視野等能力。這些教育目標不僅支持了台灣的政治體制和社會穩定，也為未來國家的長遠發展打下堅實基礎。

### 社會文化期待需求
自1990年代小幅度教科書改革：如取消台灣書店發行權外，台灣並無相關義務教育改革，因此台灣社會持續有教育全面的文化內文改革的呼聲。為呼應此，行政院於教育改革總諮議報告書上揭示，九年一貫課程應允的社會需求包含：課程與教學方式、重視基本學力、融入媒體素養、海洋教育、人口販運、永續環保等議題。社會普遍認為，以行政院主導的此九年一貫課程在反映教育改革民意外，也應回應時代潮流進行全面的文化課程改革。
台灣的九年一貫教育制度，自2001年實施以來，作為教育改革的重要一環，目的是提升教育品質、縮小城鄉教育差距，並培養學生的基本素養與終身學習能力。在這樣的制度下，社會對於教育的期待與需求反映出了一定的文化背景和社會價值觀。
首先，社會普遍期待教育能夠培養具有國際視野的現代公民。隨著全球化的進程加快，台灣社會對於學生的外語能力、跨文化溝通能力，以及對全球議題的關注度越來越重視。因此，九年一貫教育的課程設計強調多元文化的理解和國際事務的學習，期望學生能夠在未來的國際社會中擔當積極角色。
其次，台灣社會強烈期待教育能夠促進公平和正義。台灣是一個民主社會，強調社會公平，因此九年一貫教育也包含了對弱勢群體的關注，如原住民、外籍配偶子女和經濟弱勢學生。教育制度中的資源分配和課程設計，旨在縮小不同社經背景學生之間的學習差距，讓每個學生都有平等的受教機會。
另外，社會也期待教育能夠傳承並弘揚本土文化和價值觀。台灣的教育制度在全球化的背景下，依然重視本土文化的保存和傳承。課程中包含對台灣歷史、文化、語言（如閩南語、客家語、原住民語）的教學，強化學生對自身文化的認同與驕傲。同時，也希望學生能夠具備批判思考能力，在面對外來文化衝擊時，能夠明辨是非、取其精華。
此外，隨著科技發展迅速，社會對教育的期待也包含了對學生科技素養的培養。九年一貫教育課程強調資訊科技的應用，期望學生能夠熟練使用現代科技工具，並理解科技發展對社會的影響。這不僅是為了應對未來工作市場的需求，更是為了讓學生能夠在數位時代中，成為資訊社會的積極參與者，而非被動接受者。
最後，家長和社會對學生的身心健康也有高度期待。台灣社會日益重視學生的心理健康、情緒管理和人際關係的發展，因此教育制度中納入了生命教育、健康教育和品德教育。這些課程的設置，旨在培養學生健全的人格和良好的道德觀，讓學生在未來的社會生活中，能夠成為自信、自律且富有同理心的個體。
總的來說，台灣九年一貫教育制度在社會文化期待的引導下，旨在培養學生成為具有國際視野、具備科技素養、擁有本土文化認同感，並能夠維護社會公平正義的現代公民。同時，教育的發展也必須持續回應社會變遷，靈活調整，以滿足不斷變化的社會需求和期待。

## 國民中小學教學科目
高級中等以下學校之課程，台灣教育部訂有相關課程綱要，各書商可根據課程綱要編訂教科書，經教育部國家教育研究院審定後出版，由各校評選使用。
適用國民中小學九年一貫課程綱要，共區分七大領域。
- 語文領域：包含國語（國小）、國文（國中）、英語（國小、國中）、鄉土語言（國小必修、國中選修）
- 數學領域
- 社會領域：包含地理、歷史、公民
- 自然與生活科技領域：生物、理化、地球科學、生活科技
- 藝術與人文領域：包括音樂、視覺藝術（國小）、美術（國中）、表演藝術（國中）

美術課後來更名為視覺藝術課
- 健康與體育領域：包括體育、健康教育
- 綜合領域：包括輔導活動、家政實習、童軍教育
- 彈性領域：資訊（非七大領域之課程）

備註：國小一二年級社會、自然、藝文（音樂、美術、表演藝術）領域合併為生活領域

## 鄉土教育

### 母語教學
宜蘭縣是全國首創母語教育、打破中央政府「獨尊國語、禁說方言」教育政策的縣市，時任縣長為游錫堃，1990年率全國之先，全縣國民小學開始實施母語教育。當時的教育部長毛高文首先公開反對學校實施方言教育，以致地方上從教育局官員、校長到老師都採觀望態度，不敢貿然支持，而縣府編列了一千送多萬的鄉土教材經費，預算送到議會，也悉數遭到刪除。但是縣政府擇善固執，於1990年6月25日行文各國中小學，不得禁止學生在校內說方言。最後終於打破中央政府「獨尊國語、禁說方言」的教育政策，1994年中央政府轉向，由省政府補助宜蘭縣政府該項政策600萬。

### 鄉土文化
1993年，宜蘭縣將鄉土教材「蘭陽歷史」、「蘭陽地理」列為國中一年級必修全縣施教，促使教育部頒布《鄉土教學活動課程標準大綱》；其後教育部並開始編撰《認識台灣》，於1997年採宜蘭模式全國施教，不只是影響了宜蘭縣內的教育生態，更在於促使中央政府、省政府反思既定的、保守且不合時宜的教育政策。宜蘭縣鄉土教學最大的意義，除了是扮演國內鄉土教育開拓者的角色，實際的影響主要在於催化了本土語言環境的開放，及中央政策的改變。
以往中小學的課程，都由中央訂定科目，然後全國統一實施，唯獨鄉土教育，因為宜蘭做出成績，造成風潮後，迫使中央修改課程標準，後來教育部頒布的課程標準，就是吸納宜蘭的做法，成為另一項「宜蘭模式」；中小學的課程標準向來就是中央主導，唯獨鄉土教育是由地方發動，扭轉中央主導的態勢。

## 外部連結
- 國民教育社群網- 課程綱要
- 九年一貫網站（页面存档备份，存于）
- 九年一貫課程系列
- 九年一貫討論區